# أحمد بن الشيكر السباعي
 أحمد بن الشيكر السباعي ، هو تاجر وقائد وفقيه مغربي، عينه السلطان عبد الرحمن العلوي قائدًا على قبيلة أولاد أبي السباع، بعد تحرير مدينة الصويرة من القوات الفرنسية سنة 1844م .

## التعليم في زمنه
ولما عين قائدا، أسقط الضرائب عن المعلمين والمتعلمين وفتح المساجد فازدهر التعلم والتعليم في زمنه، وأنشئ المدارس في أرض أبناء أبي السباع بعد ركودها؛ كمدرسة السعيدات، ومدرسة العنقاوي ومدرسة بلخير ومدرسة الأمين ومدرسة سيدي عمر العزوزي ومدرسة ابن عبه ومدرسة سيدي الضوء ومدرسة عبد المعطي وغيرها، وبعد الاحتلال الفرنسي للمغرب وجد الفرنسيون بأرض قبيلة أولاد أبي السباع في الحوز أكثر من عشرين مدرسة تدرس فيها مختلف العلوم.

## نسبه وأصله
هو مولاي أحمد بن سيدي محمد بن سيدي عبد الله المعروف بالشيكر، ينحدر من فخدة أولاد البكار من قبيلة أولاد أبي السباع وهي من القبائل العربية الشريفة المعروفة، في المغرب خاصة والوطن العربي عامة.

## تحرير الصويرة
عاد مولاي أحمد بن الشيكر السباعي الإدريسي من تنبكتو إلى آرض أبناء عمومته بالحوز بعدما أخد العلم عن كبار علماء تنبكتو فأتبت لعلماء المغرب صحة رأيه في العقيدة والسنة، وبعد وقت من الزمن دعا الناس إلى جهاد الحامية الفرنسية وطردها من مدينة الصويرة التي هي من بلاد المسلمين، فوافقته قبيلة أولاد أبي السباع، وقبائل أخرى من سكان تلك الناحية من بلاد المغرب، فحاصروا مدينة الصويرة حصارا طويلا ثم إقتحموها وإستولوا على ذخائر أسلحة الفرنسيين، وأموال حامية الجنود الفرنسيين، وأخرجوهم نهائيا من مدينة الصويرة.